# 361524 Klimka
361524 Klimka è un asteroide della fascia principale. Scoperto nel 2007, presenta un'orbita caratterizzata da un semiasse maggiore pari a 3,1562099 au e da un'eccentricità di 0,0385099, inclinata di 11,40042° rispetto all'eclittica.